# Стрельниково (Зубцовский район)
Стрельниково — деревня в Зубцовском районе Тверской области. Входит в состав Вазузского сельского поселения.

## География
Находится в южной части Тверской области на расстоянии приблизительно 8 км по прямой на юг от районного центра города Зубцов.

## История
Деревня была отмечена еще на карте Менде (состояние местности на 1848 год). В 1859 году здесь (деревня Зубцовского уезда Тверской губернии) было учтено 24 двора, в 1941—24.

## Население
Численность населения: 149 человек (1859 год), 0 как в 2002 году, так и в 2010.